# Whitefish (Montana)
Whitefish – miasto w Stanach Zjednoczonych, w stanie Montana, w hrabstwie Flathead.